# Ejecución de George Spencer
George Spencer (c.1600 – 8 de abril de 1642) fue la primera persona no nativa en ser ejecutada en Connecticut. Entre sus cargos estaba la sodomía al supuestamente cometer bestialismo con un animal.

## Biografía
George Spencer es descrito como un sirviente feo, calvo y con un ojo de cristal. Se cree que vivió un tiempo en Boston y mientras estuvo allí fue encontrado culpable de recibir bienes robados. Su castigo fue el azotamiento. Entonces se trasladó a la colonia de New Haven, y continuó siendo un "alborotador habitual". Era conocida su carencia de fe, nunca oró en sus años en Connecticut y solo leía la Biblia cuando era obligado por su patrón.

## Juicio y ejecución
Cuando una cerda tuvo un cochinillo deforme y con un solo ojo (muy probablemente un caso de ciclopía, en realidad), se consideró una manifestación de la providencia divina ante los pecados de Spencer. Fue arrestado, y las autoridades puritanas consideraron el nacimiento obra de Dios, creyendo que era una evidencia irrefutable de que un acto de bestialismo había tenido lugar. Fue acusado de "profano, transporte ateo, infiel y terco a su patrón, un notorio mentiroso, inmundicia, burla de las ordenanzas, caminos y personas de Dios".
Se le dijo a Spencer que "si confesaba y abandonaba sus pecados obtendría la merced", pero nunca se le aclaró si esta misericordia estaba relacionada con el procedimiento del tribunal o con la de Dios. Habiendo presenciado que un niño arrepentido de su delito solo había sido azotado, Spencer creyó que la mejor opción sería confesar. Al darse cuenta de que esto podría llevar a una sentencia de muerte, se retractó de su declaración. Repitió esta confesión y retracción otra vez, intentando encontrar la solución mejor a su situación.
Cuando el juicio comenzó los magistrados sabían la necesidad de tener un mínimo de dos testigos del crimen. Utilizando las confesiones retractadas de Spencer por un lado y el lechón nacido muerto por el otro, dictaminaron que era suficiente para determinar su culpabilidad. El 8 de abril de 1642, la cerda fue muerta por espada y después Spencer colgado.
La ejecución de Spencer al inicio de su historia se reporta como la segunda ejecución en tener lugar en Connecticut y la primera de un americano no nativo.

## Caso similar
En 1645, Thomas Hogg, otro criado en New Haven, fue encarcelado varios meses por delitos muy similares. Una cerda alumbró dos lechones deformes que supuestamente se parecían a Hogg. Aun así, Hogg nunca confesó el crimen, y no se pudo cumplir con el requisito de encontrar dos testigos.